# Epirhabdoides ivanovi
Epirhabdoides ivanovi is een Scaphopodasoort uit de familie van de Anulidentaliidae. De wetenschappelijke naam van de soort is voor het eerst geldig gepubliceerd in 1999 door Steiner.